# Temporada 2025 de la Supercars Endurance
La temporada 2025 de la Supercars Endurance Series es la quinta temporada del campeonato desde la nueva nomenclatura y la séptima en total. La novedad de la temporada es la introducción de una nueva subcategoría entre los GT4, destinada a las duplas formadas por un piloto Pro y otro Bronze.

## Escuderías y pilotos
| Escudería                          | Coche                                             | N.º     | Pilotos                 | Pilotos                | Rondas  |
| GT4 Pro                            | GT4 Pro                                           | GT4 Pro | GT4 Pro                 | GT4 Pro                | GT4 Pro |
| ---------------------------------- | ------------------------------------------------- | ------- | ----------------------- | ---------------------- | ------- |
| Lema Racing                        | Mercedes-AMG GT4 (C190)                           | 3       | Olav Vaa                | Andreas Vaa            | 1       |
| Speedy Motorsport                  | Toyota GR Supra GT4 EVO2 (J29/DB)                 | 4       | César Machado           | Rafael Lobato          | 1       |
| Speedy Motorsport                  | Toyota GR Supra GT4 EVO2 (J29/DB)                 | 5       | José Carlos Pires       | Tomás Guedes           | 1-2     |
| Speedy Motorsport                  | Porsche 718 Cayman GT4 RS Clubsport (982)         | 6       | Bernardo Pinheiro       | João Aguiar-Branco     | 1-2     |
| NM Racing Team                     | Mercedes-AMG GT4 Evo 2025 (C190)                  | 10      | Max Huber               | Tomás Granzella        | 1-2     |
| Toyota GR Caetano Portugal         | Toyota GR Supra GT4 EVO2 (J29/DB)                 | 26      | Francisco Mora          | Francisco Abreu        | 1-2     |
| Racar Motorsport                   | Aston Martin V8 Vantage AMR GT4 (AM6 *2019-2023*) | 77      | Roberto Faria           | Mathieu Martins        | 1-2     |
| Racar Motorsport                   | Aston Martin V8 Vantage AMR GT4 (AM6 *2019-2023*) | 78      | Henrique V. Oliveira    | Luca Savu              | 1       |
| BMW Promotion Motorsport           | BMW M4 GT4 EVO (G82)                              | 81      | José M. de los Milagros | Nerea Martí            | 1-2     |
| CV Performance x JP Motorsport     | Mercedes-AMG GT4 (C190)                           | 85      | Jonathan Engström       | Patrick Steinmetz      | 1       |
| CV Performance x JP Motorsport     | Mercedes-AMG GT4 (C190)                           | 85      | Jonathan Engström       | Louis Leveau           | 2       |
| Tockwith Motorsports               | Mercedes-AMG GT4 (C190)                           | 129     | Aubrey Hall             | Jemma Moore            | 1       |
| GT4 Pro-Bronze                     |                                                   |         |                         |                        |         |
| Araújo Competiçao                  | Aston Martin V8 Vantage AMR GT4 (AM6 *2024+*)     | 007     | Bruno Pereira           | Gonçalo Araújo         | 1       |
| Batina Racing                      | Toyota GR Supra GT4 EVO2 (J29/DB)                 | 16      | Orlando Batina          | Sérgio Azevedo         | 1       |
| Batina Racing                      | Toyota GR Supra GT4 EVO2 (J29/DB)                 | 16      | Orlando Batina          | Miguel Lobo            | 2       |
| McLaren SMC Motorsport             | McLaren Artura GT4                                | 23      | José Cautela            | Lourenço Monteiro      | 1       |
| NM Racing Team                     | Mercedes-AMG GT4 Evo 2025 (C190)                  | 36      | Guillermo Aso           | Filip Vava             | 1-2     |
| Gianfranco Motorsport              | Toyota GR Supra GT4 EVO2 (J29/DB)                 | 44      | Alexandre Areia         | Nuno Afonso            | 1-2     |
| Lema Racing                        | Mercedes-AMG GT4 (C190)                           | 119     | Bruno Pires             | Mark Kastelic          | 1       |
| Veloso Motorsport                  | Porsche 718 Cayman GT4 RS Clubsport (982)         | 888     | Jorge Rodrigues         | Patrick Cunha          | 1       |
| GT4 Bronze                         |                                                   |         |                         |                        |         |
| GT Race Marbella Speedy Motorsport | Toyota GR Supra GT4 EVO2 (J29/DB)                 | 8       | Andrius Zemaitis        | Andrius Zemaitis       | 1-2     |
| McLaren SMC Motorsport             | McLaren Artura GT4                                | 11      | Álvaro Lobera           | Gonzalo de Andrés      | 1       |
| Araújo Competiçao                  | Aston Martin V8 Vantage AMR GT4 (AM6 *2024+*)     | 28 (79) | Vasco Oliveira          | Francisco Carvalho     | 1-2     |
| Veloso Motorsport                  | Porsche 718 Cayman GT4 RS Clubsport (982)         | 38      | Paulo Macedo            | Luís Calheiros         | 1       |
| Gianfranco Motorsport - N Team     | Toyota GR Supra GT4 EVO2 (J29/DB)                 | 58      | Miguel Nabais           | André Nabais           | 1       |
| NM Racing Team                     | Mercedes-AMG GT4 Evo 2025 (C190)                  | 97      | Ricardo Costa           | Ian Loggie             | 1       |
| NM Racing Team                     | Mercedes-AMG GT4 Evo 2025 (C190)                  | 97      | Ricardo Costa           | Andrés Prieto          | 2       |
| GT4 Am                             |                                                   |         |                         |                        |         |
| Promotion Motorsport               | BMW M4 GT4 EVO (G82)                              | 19      | JM. Smörg               | Javier Macias          | 1-2     |
| Araújo Competiçao                  | Aston Martin V8 Vantage AMR GT4 (AM6 *2019-2023*) | 150     | Álvaro Ramos            | Alexandre Martins      | 1       |
| Racar Motorsport                   | Aston Martin V8 Vantage AMR GT4 (AM6 *2019-2023*) | 707     | Filipe Videira          | António Lopes          | 1-2     |
| Gianfranco Motorsport              | Aston Martin V8 Vantage AMR GT4 (AM6 *2019-2023*) | 777     | Rúben Vaquinhas         | Pedro Bastos Rezende   | 1       |
| GTC - GTX                          |                                                   |         |                         |                        |         |
| Speedy Motorsport                  | Porsche 718 Cayman GT4 Clubsport (982)            | 2       | Pompeu Simöes           | Duarte Camelo          | 1       |
| McLaren SMC Motorsport             | McLaren 570S GT4                                  | 22      | Alba Vázquez            | Alfonso Colomina       | 1-2     |
| Autoworks Motorsport               | BMW M4 GT4 EVO 2021 (F82)                         | 40      | Borja Hormigos          | Héctor Hernández       | 1-2     |
| Monteiros Competições              | BMW M4 GT4 EVO 2021 (F82)                         | 47      | Henrique M. Oliveira    | Ruben Silva            | 1-2     |
| Tockwith Motorsports               | Ginetta G55 GT4                                   | 125     | Simon Moore             | António Almeida        | 1       |
| Tockwith Motorsports               | Ginetta G55 GT4                                   | 125     | Simon Moore             | Tom Roche              | 2       |
| Tockwith Motorsports               | Ginetta G55 GT4                                   | 126     | Steve Kirton            | Jonathan Elsworth      | 1-2     |
| Tockwith Motorsports               | Ginetta G55 GT4                                   | 128     | Gracie Mitchell         | Luca Staccini          | 1-2     |
| Chefo Sport by Petrogold           | Ligier JS2 R                                      | 133     | Ángel Santos            | Alejandro Iribas       | 1-2     |
| NGT Motorsport                     | Aston Martin V8 Vantage GT4                       | 700     | Miguel Ferreira         | Fernando Soares        | 1       |
| NGT Motorsport                     | Aston Martin V8 Vantage GT4                       | 700     | Miguel Ferreira         | 2                      |         |
| GTC - GT Cup                       |                                                   |         |                         |                        |         |
| Lan GP Racing                      | Porsche 911 GT3 Cup                               | 12      | Ángel Lanchares         | Ramiro García-Pumarino | 2       |
| Art of Speed                       | Porsche 911 GT3 Cup (991.I)                       | 14      | João Castanheira        | João Castanheira       | 1       |
| Art of Speed                       | Porsche 911 GT3 Cup 3.8 (997.II)                  | 307     | Frederico Castro        | Frederico Castro       | 1       |
| Monteiros Competições              | Porsche 911 GT3 Cup (991.I)                       | 33      | Rui Mirita              | Rui Mirita             | 1-2     |
| Monteiros Competições              | Porsche 911 GT3 Cup 3.8 (997.II)                  | 73      | Vítor Costa             | Vítor Costa            | 1-2     |
| Veloso Motorsport                  | Porsche 911 GT3 Cup 3.8 (997.II)                  | 66      | João Posser             | João Posser            | 1       |
| Tockwith Motorsport                | Porsche 911 GT3 Cup (991.I)                       | 69      | Marcus Fothergill       | Dave Bennet            | 1       |
| Tockwith Motorsport                | Porsche 911 GT3 Cup (991.I)                       | 69      | Marcus Fothergill       | 2                      |         |
| Protech Motorsport                 | Ferrari F430 Challenge (F131)                     | 430     | Pedro Paiva Raposo      | Adam Fawsitt           | 1-2     |
| Turismos - TCR                     |                                                   |         |                         |                        |         |
| RX Pro Racing                      | Hyundai i30 N TCR (PD *2017-2021*)                | 55      | Alexander Villanueva    | Alexander Villanueva   | 2       |
| JT59 Racing Team                   | Hyundai Elantra N TCR (CN7 *2021-2023*)           | 59      | Daniel Teixeira         | Daniel Teixeira        | 1       |
| Turismos - TC                      |                                                   |         |                         |                        |         |
| Monteiros Competições              | Ginetta G40                                       | 101     | Martim Romão            | João Faria             | 1       |
| Monteiros Competições              | Ginetta G40                                       | 101     | Rodrigo Vilaça          | Diogo Castro           | 2       |
| Monteiros Competições              | Ginetta G40                                       | 102     | Rodrigo Vilaça          | Tomás Martins          | 1       |
| Monteiros Competições              | Ginetta G40                                       | 102     | Martim Romão            | Tomás Gomes            | 2       |
| Monteiros Competições              | Ginetta G40                                       | 103     | Diogo Castro            | Tomás Gomes            | 1       |
| Monteiros Competições              | Ginetta G40                                       | 103     | João Faria              | Tomás Martins          | 2       |

## Calendario
Se anunció un calendario con 6 pruebas totales, contando 4 de ellas para cada uno de los campeonatos.
| Ronda | Circuito                           | Fecha                 | IbS | ScE | CPV |
| ----- | ---------------------------------- | --------------------- | --- | --- | --- |
| 1     | Autódromo Internacional do Algarve | 5-6 de abril          |     |     |     |
| 2     | Circuito del Jarama                | 30 de mayo-1 de junio |     |     |     |
| 3     | Circuito de Vila Real              | 4-5 de julio          |     |     |     |
| 4     | Circuito Ricardo Tormo             | 13-14 de septiembre   |     |     |     |
| 5     | Circuito de Jerez                  | 1-2 de noviembre      |     |     |     |
| 6     | Autódromo do Estoril               | 29-30 de noviembre    |     |     |     |

## Clasificaciones
Sistema de puntuación
| Posición | 1º | 2º | 3º | 4º | 5º | 6º | 7º | 8º | 9º | 10º | Resto | PP | VR |
| -------- | -- | -- | -- | -- | -- | -- | -- | -- | -- | --- | ----- | -- | -- |
| Puntos   | 25 | 20 | 17 | 14 | 12 | 10 | 8  | 6  | 4  | 2   | 1     | 1  | 1  |

- Aunque sí puntúan, no clasifican para la clasificación final de los campeonatos ni optan a premios todos aquellos pilotos que no participan en más de un 50% de las pruebas.
- Para la puntuación final, se retienen todos los resultados excepto el peor.

Iberian Supercars
| Pos                                     | Pilotos                 | Pilotos              | Cat.  | ALG | ALG | CRT | CRT | JER | JER | EST | EST | Retención | Pts |
| GT4                                     | GT4                     | GT4                  | GT4   | GT4 | GT4 | GT4 | GT4 | GT4 | GT4 | GT4 | GT4 | GT4       | GT4 |
| --------------------------------------- | ----------------------- | -------------------- | ----- | --- | --- | --- | --- | --- | --- | --- | --- | --------- | --- |
| 1                                       | Roberto Faria           | Mathieu Martins      | PRO   | 2   | 2   |     |     |     |     |     |     |           | 40  |
| 2                                       | Francisco Mora          | Francisco Abreu      | PRO   | 10  | 1   |     |     |     |     |     |     |           | 30  |
| 3                                       | César Machado           | Rafael Lobato        | PRO   | 1   | 9   |     |     |     |     |     |     |           | 29  |
| 4                                       | Guillermo Aso           | Filip Vava           | PR-BR | 3   | 7   |     |     |     |     |     |     |           | 26  |
| 5                                       | Alexandre Areia         | Nuno Afonso          | PR-BR | 4   | 5   |     |     |     |     |     |     |           | 26  |
| =                                       | José Carlos Pires       | Tomás Guedes         | PRO   | 5   | 4   |     |     |     |     |     |     |           | 26  |
| 7                                       | Bruno Pires             | Mark Kastelic        | PR-BR | 9   | 3   |     |     |     |     |     |     |           | 21  |
| 8                                       | Orlando Batina          | Sérgio Azevedo       | PR-BR | 7   | 6   |     |     |     |     |     |     |           | 18  |
| 9                                       | Henrique V. Oliveira    | Luca Savu            | PRO   | 6   | 8   |     |     |     |     |     |     |           | 16  |
| 10                                      | Bernardo Pinheiro       | João Aguiar-Branco   | PRO   | 8   | 10  |     |     |     |     |     |     |           | 8   |
| 11                                      | Bruno Pereira           | Gonçalo Araújo       | PR-BR | 12  | 18  |     |     |     |     |     |     |           | 2   |
| 12                                      | Jonathan Engström       | Patrick Steinmetz    | PRO   | 13  | 12  |     |     |     |     |     |     |           | 2   |
| 13                                      | Vasco Oliveira          | Francisco Carvalho   | BR    | 15  | 14  |     |     |     |     |     |     |           | 2   |
| 14                                      | Ricardo Costa           | Ian Loggie           | BR    | 14  | 20  |     |     |     |     |     |     |           | 2   |
| 15                                      | Olav Vaa                | Andreas Vaa          | PRO   | 21  | 15  |     |     |     |     |     |     |           | 2   |
| 16                                      | José M. de los Milagros | Nerea Martí          | PRO   | 17  | 16  |     |     |     |     |     |     |           | 2   |
| 17                                      | Max Huber               | Tomás Granzella      | PRO   | 16  | 19  |     |     |     |     |     |     |           | 2   |
| 18                                      | Miguel Nabais           | André Nabais         | BR    | 20  | 17  |     |     |     |     |     |     |           | 2   |
| 19                                      | Rúben Vaquinhas         | Pedro Bastos Rezende | AM    | 18  | 21  |     |     |     |     |     |     |           | 2   |
| 20                                      | Smörg                   | Javier Macias        | AM    | 19  | 23  |     |     |     |     |     |     |           | 2   |
| 21                                      | Andrius Zemaitis        | Andrius Zemaitis     | BR    | 23  | 22  |     |     |     |     |     |     |           | 2   |
| 22                                      | Filipe Videira          | António Lopes        | AM    | 24  | 24  |     |     |     |     |     |     |           | 2   |
| 23                                      | Álvaro Lobera           | Gonzalo de Andrés    | BR    | 11  | Ret |     |     |     |     |     |     |           | 1   |
| =                                       | Jorge Rodrigues         | Patrick Cunha        | PR-BR | Ret | 11  |     |     |     |     |     |     |           | 1   |
| 25                                      | José Cautela            | Lourenço Monteiro    | PR-BR | Ret | 13  |     |     |     |     |     |     |           | 1   |
|                                         | Álvaro Ramos            | Alexandre Martins    | AM    | Ret | Ret |     |     |     |     |     |     |           | 0   |
|                                         | Paulo Macedo            | Luís Calheiros       | PRO   | Ret | DNS |     |     |     |     |     |     |           | 0   |
| GTC                                     |                         |                      |       |     |     |     |     |     |     |     |     |           |     |
| 1                                       | Rui Miritta             | Rui Miritta          | CUP   | 1   | 3   |     |     |     |     |     |     |           | 47  |
| 2                                       | Alba Vázquez            | Alfonso Colomina     | GTX   | 2   | 5   |     |     |     |     |     |     |           | 34  |
| 3                                       | Pompeu Simöes           | Duarte Camelo        | GTX   | 11  | 2   |     |     |     |     |     |     |           | 27  |
| 4                                       | Marcus Fothergill       | Dave Bennet          | CUP   | 3   | 7   |     |     |     |     |     |     |           | 27  |
| 5                                       | Gracie Mitchell         | Luca Staccini        | GTX   | 8   | 4   |     |     |     |     |     |     |           | 23  |
| 6                                       | Steve Kirton            | Jonathan Elsworth    | GTX   | 4   | 10  |     |     |     |     |     |     |           | 18  |
| 7                                       | Henrique M. Oliveira    | Ruben Silva          | GTX   | 10  | 6   |     |     |     |     |     |     |           | 15  |
| 8                                       | Pedro Paiva Raposo      | Adam Fawsitt         | CUP   | 5   | 12  |     |     |     |     |     |     |           | 13  |
| 9                                       | Fernando Soares         | Miguel Ferreira      | GTX   | 6   | Ret |     |     |     |     |     |     |           | 10  |
| 10                                      | Borja Hormigos          | Héctor Hernández     | GTX   | 7   | Ret |     |     |     |     |     |     |           | 8   |
| 11                                      | Ángel Santos            | Alejandro Iribas     | GTX   | DNS | 8   |     |     |     |     |     |     |           | 8   |
| 12                                      | João Castanheira        | João Castanheira     | CUP   | 12  | 9   |     |     |     |     |     |     |           | 7   |
| 13                                      | Simon Moore             | António Almeida      | GTX   | 9   | 11  |     |     |     |     |     |     |           | 6   |
| 14                                      | Vítor Costa             | Vítor Costa          | CUP   | 13  | 15  |     |     |     |     |     |     |           | 2   |
| 15                                      | João Posser             | João Posser          | CUP   | 18† | DNS |     |     |     |     |     |     |           | 1   |
|                                         | Frederico Castro        | Frederico Castro     | CUP   | Ret | DNS |     |     |     |     |     |     |           | 0   |
| Turismos                                |                         |                      |       |     |     |     |     |     |     |     |     |           |     |
| 1                                       | Daniel Teixeira         | Daniel Teixeira      | TCR   | 17  | 1   |     |     |     |     |     |     |           | 43  |
| 2                                       | Rodrigo Vilaça          | Tomás Martins        | TC    | 15  | 13  |     |     |     |     |     |     |           | 40  |
| 3                                       | Diogo Castro            | Tomás Gomes          | TC    | 14  | 16  |     |     |     |     |     |     |           | 39  |
| 4                                       | Martim Romão            | João Faria           | TC    | 16  | 14  |     |     |     |     |     |     |           | 34  |
| Pilotos invitados no aptos para puntuar |                         |                      |       |     |     |     |     |     |     |     |     |           |     |
|                                         | Aubrey Hall             | Jemma Moore          |       | 22  | DNS |     |     |     |     |     |     |           |     |
| Pos                                     | Pilotos                 | Pilotos              | Cat.  | ALG | ALG | CRT | CRT | JER | JER | EST | EST | Retención | Pts |